# Karpatiske Biosfærereservat
Karpatiske Biosfærereservat ( ukrainsk: Карпатський біосферний заповідник ) er et biosfærereservat, der blev oprettet som et naturreservat i 1968 og blev en del af UNESCOs verdensnetværk af biosfærereservater i 1992.  Siden 2007 blev større del af reservatet sammen med nogle territorier i Uzh River National Park opført på UNESCOs verdensarvsliste som en del af de gamle og oprindelige bøgeskove i Karpaterne og andre regioner i Europa.
Reservatet ligger i den østlige del af Zakarpattia Oblast, og består af otte adskilte områder, og har et samlet areal på 57.880 hektar. Den største del af det er dækket af urskove . Administrativt ligger biosfærereservatet i fire distrikter i Zakarpattia Oblast, Ukraine. Det støder op til Karpatiske Nationale Naturpark.

## Områdeinddeling
Området for Karpatiske Biosfærereservat er opdelt i flere funktionelle zoner: kernen (A) og bufferzoner (B), zone i det regulerede beskyttede regime (D) og menneskeskabte landskaber (C). Der er forskellige regler for brug i de forskellige zoner. En sådan opdeling hjælper med at opnå den mest hensigtsmæssige balance mellem naturbeskyttelsesbehov og lokale folks krav.

## Sammensætning
Biosfærereservatet består af seks separate, bjergmassiver og to botaniske zakazniks. Et zakaznik er en ukrainsk betegnelse der svarer nogenlunde til IUCNs kategori IV.

### Bjergmassiverne

#### Chornohora
Det beskyttede område af Chornohoramassivet ligger på sydsiden af Chornohora, det højeste bjergbælte i de østlige Beskider og de ukrainske Karpater . Dets samlede areal er 16.375 hektar.

#### Svydovets
Det beskyttede område af Svydovetsmassivet har et areal på 6. 580 hektar og er ligger i en højde af 600-1.883 moh i den højeste region Svydovets bjergene.

#### Marmorosh
Det beskyttede område af Marmoroshmassivet ligger på nordsiden af Rakhiv bjergene og dækker et område på 8.990 hektar i en højde af 750-1.940 moh.

#### Kuziy
Det beskyttede område af Kuziymassivet liggere på de sydlige grene af Svydovets bjergkæden i en højde af 350-1.409 moh. med et samlet areal på 4925 ha. Dets område er helt placeret i skovområdet.

#### Uholka og Shyroka Luzhanka
Det beskyttede område af Uholka og Shyroka Luzhanka-massiverne ligger på de sydlige skråninger af Krasna og Menchil bjergenes græsland i en højde af 400 - 1.280 moh. Det samlede areal på det beskyttede område er 15.580 ha.

#### "Dolyna Nartsysiv" (Narcissedalen)
Det beskyttede område af "Narcissedalen" ligger i en højde af 180-200 moh. i den vestlige del af Khustsko-Solotvynskadalen og ligger på flodsletten til Khustets floden.

### Botanisk zakaznik

#### "Chorna Hora" (det sorte bjerg)
Det botaniske zakaznik "Chorna hora" omfatter et område på 823 ha i de vulkanske Karpater på Chornahora-bjerget, som er en del af Hutynskiy-området. Det blev oprettet for at bevare en række træsorter i 1974 og blev en del af biosfærereservatet i 1997.

#### "Yulivska Hora" (Juliusbjerget)
Det botaniske zakaznik "Yulivska Hora" har et areal på 176 ha på skråningerne af Yulivski bjerget i Vyhorlat-Hutynskiy-området . Det blev etableret i 1974 og blev en del af det karpatiske biosfærereservat i 1997. Det sigter mod at bevare egelunde med mange varmeelskende arter fra Balkan og Middelhavet . Det er præget af det varmeste klima i hele den ukrainske del af Karpaterne.

## Flora og fauna
Floraen i Karpatiske Biosfærereservat består af 262 svampearter, 392 arter af lav, 440 mosarter og 1.062 arter af karplanter . Algefloraen omfatter 465 arter. 64 af plantearterne, der er repræsenteret i reservatet er opført i den ukrainske røde databog samt i IUCN og de europæiske rødlister. Faunaen i det karpatiske biosfærereservat er repræsenteret af 64 pattedyrarter, 173 fugle, 9 krybdyr, 13 padder, 23 fisk og mere end 10.000 hvirvelløse arter. 72 af disse arter er opført i den ukrainske røde databog og i IUCN og de europæiske rødlister.